# Jutta Jahns-Böhm
Jutta Jahns-Böhm (* 14. September 1958 in Selters (Westerwald)) ist eine deutsche Verwaltungsjuristin und politische Beamtin (SPD). Von November 2019 bis September 2022 war sie als Staatssekretärin Bevollmächtigte des Landes Brandenburg beim Bund.

## Leben

### Ausbildung
Jahns-Böhm studierte Rechtswissenschaften an der Johann Wolfgang Goethe-Universität Frankfurt am Main, ihr erstes juristisches Staatsexamen legte sie 1983 ab, 1986 folgte das zweite juristische Staatsexamen. 1986 und 1987 absolvierte sie ein postgraduales Studium an der Paul H. Nitze School of Advanced International Studies der Johns Hopkins University und war anschließend wissenschaftliche Assistentin am Lehrstuhl für deutsches und ausländisches öffentliches Recht, Völkerrecht und Europarecht an der Julius-Maximilians-Universität Würzburg. 1994 promovierte sie zum europäischen Umweltrecht.

### Beruflicher Werdegang
Ab April 1993 war Jahns-Böhm in verschiedenen Positionen für die Landesregierung von Brandenburg tätig, u. a. in der Vertretung des Landes Brandenburg beim Bund und in der Staatskanzlei, in letzterer war sie bis 2007 als Leiterin des Spiegelreferats Wirtschaft, Arbeit, Technologie und Finanzen tätig. Im Dezember 2007 wechselte sie zum Beauftragten der Bundesregierung für die Angelegenheiten der Neuen Länder, wo sie als Unterabteilungsleiterin fungierte. Im Juli 2010 kehrte sie in die Vertretung des Landes Brandenburg beim Bund zurück und wurde dort Dienststellenleiterin und Abteilungsleiterin Internationale Beziehungen.
Im Zuge der Bildung des Kabinetts Woidke III wurde Jutta Jahns-Böhm am 21. Dezember 2019 zur Bevollmächtigten des Landes Brandenburg beim Bund berufen. Im Bundesrat war sie stellvertretendes Mitglied der deutsch-französischen und deutsch-russischen Freundschaftsgruppe. Ende September 2022 trat sie in den Ruhestand ein. Ihr folgte Friederike Haase nach. Jahns-Böhm ist Mitglied der SPD.

## Schriften
- zusammen mit Christian Hey: Ökologie und freier Binnenmarkt: die Gefahren des neuen Harmonisierungsansatzes, das Prinzip der Gleichwertigkeit und Chancen für verbesserte Umweltstandards in der EG. Öko-Institut/Europäisches Umweltbüro, Freiburg im Breisgau/Brüssel 1989.
- Umweltschutz durch europäisches Gemeinschaftsrecht am Beispiel der Luftreinhaltung: eine kritische Untersuchung der vertraglichen Grundlagen, ihrer sekundärrechtlichen Ausgestaltung und der Umsetzung in der Bundesrepublik Deutschland. (Dissertation), Duncker & Humblot, Berlin 1994, ISBN 978-3-428-08048-9.